# Meier Schwarz

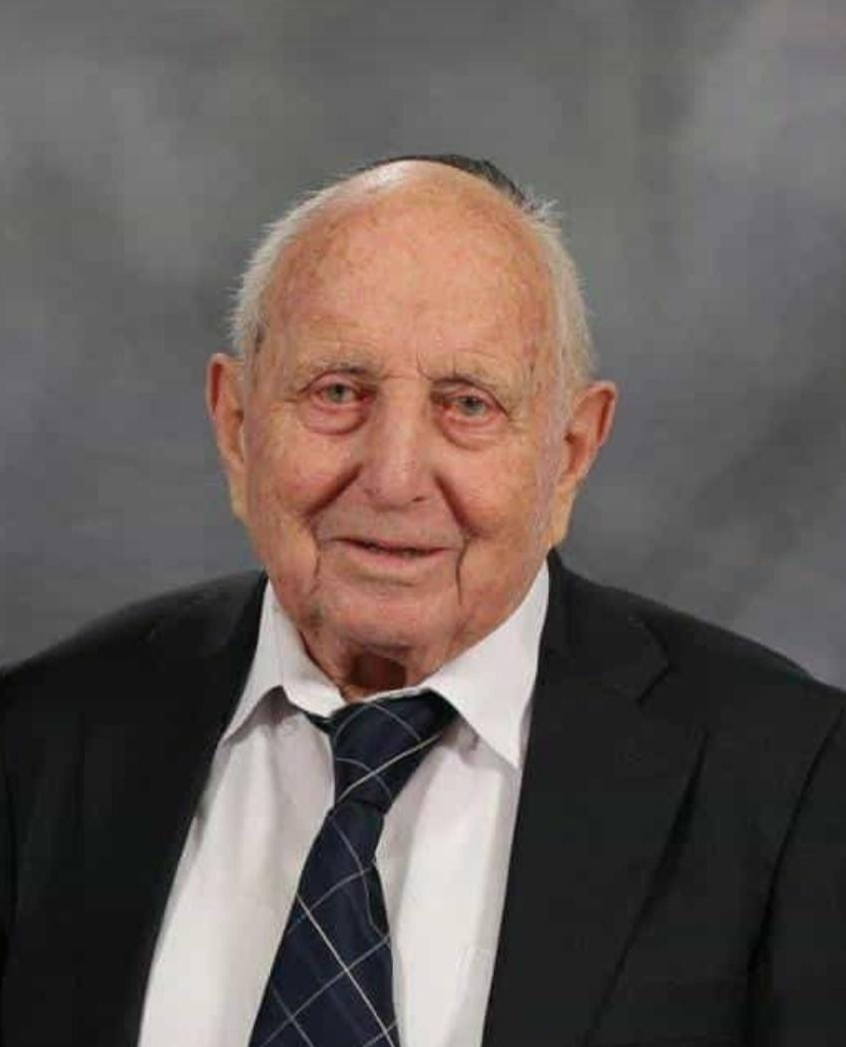
Meier Schwarz

Meier Schwarz (geboren 28. Januar 1926 in Nürnberg; gestorben 12. Januar 2022 in Jerusalem) war ein israelischer Hydrobiologe.

## Leben
Meier Schwarz wurde als Sohn jüdischer Eltern in Nürnberg geboren. Sein Vater, der Kaufmann Ludwig Schwarz (geb. in Egenhausen/Ansbach), war Offizier im Ersten Weltkrieg und Träger des Eisernen Kreuzes erster Klasse sowie Vorsteher der jüdischen Gemeinde „Adass Jisroel“. Er wurde im September 1937 von den Nationalsozialisten ermordet. Seine Mutter, Meta geb. Stern (geb. in Wiesenbach/Rothenburg), verstarb 1940 an Medikamentenmangel. Sein einziger Bruder Joseph war zuletzt Hachschara-Leiter im Landwerk Neuendorf bei Fürstenwalde und wurde 1943 in Auschwitz ermordet.
Nach der Pogromnacht 1938 gelang es der Familie, für Meier Schwarz die Emigration mit einem Kindertransport nach Jerusalem zu organisieren. Dort wurde er in einem Internat aufgenommen. Mit 15 Jahren war er Mitbegründer des Kibbuz Chafetz Chaim und beteiligte sich aktiv in der paramilitärischen Untergrundorganisation Hagana.
Im Alter von 21 Jahren war er Kommandant auf der Ocean Vigour, mit der im Rahmen der Operation Oasis ein Teil der Exodus-Passagiere nach Deutschland gebracht wurde. Vorher hatte er in Frankreich geholfen, Holocaustüberlebende auf die Exodus zu bringen.
Danach betätigte er sich als Erzieher und wirkte in der Landwirtschaft. Zwanzig Jahre verbrachte er im Kibbuz Chafetz Chaim, weitere 14 Jahre in Petach Tikwa. Ab 1973 lebte und wirkte er in der Altstadt von Jerusalem.
1952 heiratete Meier Schwarz die in Lodz geborene Mirjam. Auch sie war die einzige Überlebende ihrer Familie. Gemeinsam hatten sie sieben Kinder.
Meier Schwarz starb am 12. Januar 2022 wenige Tage vor Vollendung seines 96. Lebensjahres in Jerusalem.

## Akademische Laufbahn
Zu seinen akademischen Leistungen gehört die Entwicklung von Hydrokulturen (englisch soilless cultures), was die minimale Bewässerung von Pflanzen in Wüstengegenden erlaubt. In diesem Zusammenhang übernahm er ein Doktorat in Pflanzenphysiologie an der Hebräischen Universität Jerusalem. Er stellte Beratung im Ausland zur Verfügung, darunter in Deutschland und in den USA (für die NASA).
Schwarz war Präsident der International Society for Soilless Culture (ISOSC), Gründer der Naturwissenschaftlichen Abteilung für Ausbildung von Mittelschullehrern im Jerusalem College und im Technology College und Präsident der internationalen Vereinigung religiöser Wissenschaftler. Er war Mitglied des Kuratoriums der Universität Haifa. Als Mitglied der Vereinigung der Organisationen israelischer Holocaust-Überlebender vertrat er die überlebenden deutschen Juden und war Vorsitzender der Vereinigung CENTRA, der Vertretung deutsch-jüdischer Einwanderer der Jahre 1930–1950 nach Israel. Außerdem war er Mitglied des Beirats der Holocaust-Gedenkstätte Yad Vashem. Als Direktor des Synagogue Memorial und von Haus Ashkenaz in Jerusalem war er ab 1988 aktiv an den Arbeiten für die Synagogen-Gedenkbuchreihe beteiligt. Mit Originalunterlagen dokumentierte er die ehemalige jüdische Gemeinde Nürnbergs und erstellte eine Liste mit den Namen der aus Nürnberg deportierten Juden.

## Veröffentlichungen
- 70 wissenschaftliche Berichte und vier Bücher
- Gedenkschrift der „Adas Israel“ Nürnberg anlässlich der Einweihung der Synagoge vor 100 Jahren und ihrer Zerstörung in der Pogromnacht vor 64 Jahren. Jerusalem 2002.
- mit Katrin Bielefeldt: Der Synagogensucher: Lebenserinnerungen zwischen Nürnberg und Palästina. Sandberg, Nürnberg 2006, ISBN 978-3-930699-48-3.

## Auszeichnungen
- Bundesverdienstkreuz 1. Klasse
- Ehrentitel „Yakir Yerushalayim“ (hebräisch: יַקִּיר יְרוּשָׁלַיִם; deutsch: „Würdiger Bürger Jerusalems“), verliehen vom israelischen Erziehungsministerium im Jahr 2001